# 274301 Wikipedia
274301 Wikipedia (provisoriska beteckningar: 2008 QH24, 2007 FK34, 1997 RO4) är en asteroid i huvudbältet som upptäcktes på Andrusjivkaobservatoriet i augusti 2008. Asteroiden uppkallades i januari 2013 efter nätuppslagsverket Wikipedia.
Den tillhör asteroidgruppen Vesta.

## Upptäckt
Asteroiden upptäcktes av astronomer från Andrusjivkaobservatoriet (A50) i Ukraina. Det är landets enda privatägda observatorium, och man har sedan 2003 upptäckt över 90 asteroider. Asteroiden observerades första gången den 25 augusti 2008 kl. 22:47 (UTC), När asteroiden observerades den 6 september 2008 beräknades dess bana korrekt. Det blev tydligt att asteroiden 2008 QH24 var samma som 1997 RO4 och 2007 FK34 tidigare upptäckt av observationsorgan Caussols – ODAS (Frankrike), Mount Lemmon Survey och Steward Observatory (båda i Arizona i USA). Den 18 april 2011 fick asteroiden numret 274301. Sammansättningen av asteroiden är okänd, men det är troligt att den – liksom andra asteroider i asteroidbältet – består av en blandning av sten och metall.

## Namn
Beslutet av Committee for Small Body Nomenclature att tilldela namnet "Wikipedia" till asteroiden publicerades i Minor Planet Circular den 27 januari 2013. Namnet föreslogs av Andrij Makucha, styrelseledamot för Wikimedia Ukrajina. Förslaget överlämnades till kommittén av ägaren till observatoriet, Jurij Ivasjtjenko.
Den officiella namnmotiveringen var:
| ” | Wikipedia är en fri, copyleft-baserad och samarbetsredigerad Internetencyklopedi lanserad år 2001. Under 11 år har det utvecklats till ett av de största uppslagsverken och en av de mest besökta webbplatserna på Internet. Det är utvecklat i mer än 270 språk av entusiaster från hela världen. | „ |